# 24005 Eddieozawa
24005 Eddieozawa este un asteroid din centura principală de asteroizi.

## Descriere
24005 Eddieozawa este un asteroid din centura principală de asteroizi. A fost descoperit pe 7 septembrie 1999 la Socorro, New Mexico, în cadrul proiectului LINEAR. Asteroidul prezintă o orbită caracterizată de o semiaxă mare de 2,73 ua, o excentricitate de 0,06 și o înclinație de 6,4° în raport cu ecliptica.